# Elecciones a la Cámara de Representantes de Estados Unidos de 1938 en Nueva York
Las elecciones a la Cámara de Representantes de los Estados Unidos de 1938 en Nueva York se llevaron a cabo el 8 de noviembre de 1938 para elegir a los 45 representantes del estado de Nueva York, distribuidos según el censo de 1930 y que servirian en el 76.º congreso, de los representantes, 43 fueron electos directamente en cada distrito del estado y los 2 restantes en un distrito congresional at-large, votados por todos los votantes del estado. Las elecciones se celebraron en medio mandato, coincidiendo con las elecciones en el estado al senado de Estados Unidos y de gobernador.

## Resultados generales
Los resultados totales de cada partido en los 43 distritos, sin contar los resultados en el distrito congresional at-large ya que es una excepción porque la legislatura estatal fue incapaz de ponerse de acuerdo sobre como redistribuir los distritos.
|  | 46,75 % |

|  | 46,69 % |

|  | 5,58 % |

|  | 0,56 % |

|  | 0,22 % |

|  | 0,17 % |

|  | 0,02 % |

|  | 0,01 % |

|  | 100 % |

### Resumen por distrito
| Distrito | Titular                 | Partido     | Electo                  | Partido     |
| -------- | ----------------------- | ----------- | ----------------------- | ----------- |
| 1.º      | Robert L. Bacon         | Republicano | Leonard W. Hall         | Republicano |
| 2.º      | William Bernard Barry   | Demócrata   | William Bernard Barry   | Demócrata   |
| 3.º      | Joseph L. Pfeifer       | Demócrata   | Joseph L. Pfeifer       | Demócrata   |
| 4.º      | Thomas H. Cullen        | Demócrata   | Thomas H. Cullen        | Demócrata   |
| 5.º      | Marcellus H. Evans      | Demócrata   | Marcellus H. Evans      | Demócrata   |
| 6.º      | Andrew Lawrence Somers  | Demócrata   | Andrew Lawrence Somers  | Demócrata   |
| 7.º      | John J. Delaney         | Demócrata   | John J. Delaney         | Demócrata   |
| 8.º      | Donald L. O'Toole       | Demócrata   | Donald L. O'Toole       | Demócrata   |
| 9.º      | Eugene James Keogh      | Demócrata   | Eugene James Keogh      | Demócrata   |
| 10.º     | Emanuel Celler          | Demócrata   | Emanuel Celler          | Demócrata   |
| 11.º     | James A. O'Leary        | Demócrata   | James A. O'Leary        | Demócrata   |
| 12.º     | Samuel Dickstein        | Demócrata   | Samuel Dickstein        | Demócrata   |
| 13.º     | Christopher D. Sullivan | Demócrata   | Christopher D. Sullivan | Demócrata   |
| 14.º     | William I. Sirovich     | Demócrata   | William I. Sirovich     | Demócrata   |
| 15.º     | John J. Boylan          | Demócrata   | Michael J. Kennedy      | Demócrata   |
| 16.º     | John J. O'Connor        | Demócrata   | James H. Fay            | Demócrata   |
| 17.º     | Bruce Fairchild Barton  | Republicano | Bruce Fairchild Barton  | Republicano |
| 18.º     | Martin J. Kennedy       | Demócrata   | Martin J. Kennedy       | Demócrata   |
| 19.º     | Sol Bloom               | Demócrata   | Sol Bloom               | Demócrata   |
| 20.º     | James J. Lanzetta       | Demócrata   | Vito Marcantonio        | Laborista   |
| 21.º     | Joseph A. Gavagan       | Demócrata   | Joseph A. Gavagan       | Demócrata   |
| 22.º     | Edward W. Curley        | Demócrata   | Edward W. Curley        | Demócrata   |
| 23.º     | Charles A. Buckley      | Demócrata   | Charles A. Buckley      | Demócrata   |
| 24.º     | James M. Fitzpatrick    | Demócrata   | James M. Fitzpatrick    | Demócrata   |
| 25.º     | Ralph A. Gamble         | Republicano | Ralph A. Gamble         | Republicano |
| 26.º     | Hamilton Fish III       | Republicano | Hamilton Fish III       | Republicano |
| 27.º     | Lewis K. Rockefeller    | Republicano | Lewis K. Rockefeller    | Republicano |
| 28.º     | William T. Byrne        | Demócrata   | William T. Byrne        | Demócrata   |
| 29.º     | E. Harold Cluett        | Republicano | E. Harold Cluett        | Republicano |
| 30.º     | Frank Crowther          | Republicano | Frank Crowther          | Republicano |
| 31.º     | Bertrand Snell          | Republicano | Wallace E. Pierce       | Republicano |
| 32.º     | Francis D. Culkin       | Republicano | Francis D. Culkin       | Republicano |
| 33.º     | Fred J. Douglas         | Republicano | Fred J. Douglas         | Republicano |
| 34.º     | Bert Lord               | Republicano | Bert Lord               | Republicano |
| 35.º     | Clarence E. Hancock     | Republicano | Clarence E. Hancock     | Republicano |
| 36.º     | John Taber              | Republicano | John Taber              | Republicano |
| 37.º     | W. Sterling Cole        | Republicano | W. Sterling Cole        | Republicano |
| 38.º     | George Bradshaw Kelly   | Demócrata   | Joseph J. O'Brien       | Republicano |
| 39.º     | James W. Wadsworth Jr.  | Republicano | James W. Wadsworth Jr.  | Republicano |
| 40.º     | Walter G. Andrews       | Republicano | Walter G. Andrews       | Republicano |
| 41.º     | Alfred F. Beiter        | Demócrata   | J. Francis Harter       | Republicano |
| 42.º     | James M. Mead           | Demócrata   | Pius Schwert            | Demócrata   |
| 43.º     | Daniel A. Reed          | Republicano | Daniel A. Reed          | Republicano |
| At-large | Caroline O'Day          | Demócrata   | Caroline O'Day          | Demócrata   |
| At-large | Matthew J. Merritt      | Demócrata   | Matthew J. Merritt      | Demócrata   |

## 1.º distrito
Leonard W. Hall ganó la elección frente al resto de candidatos, manteniendo el distrito para el partido republicano después de que el titular republicano Robert L. Bacon falleciera.
|  | 63 % |

|  | 33,97 % |

|  | 2,73 % |

|  | 0,30 % |

|  | 100 % |

## 2.º distrito
El titular William Bernard Barry ganó la reelección frente al resto de candidatos.
|  | 67,61 % |

|  | 31,50 % |

|  | 0,90 % |

|  | 100 % |

## 3.º distrito
El titular Joseph L. Pfeifer ganó la reelección frente al resto de candidatos.
|  | 64,77 % |

|  | 23,27 % |

|  | 11,20 % |

|  | 0,76 % |

|  | 100 % |

## 4.º distrito
El titular Thomas H. Cullen ganó la reelección frente al resto de candidatos.
|  | 74,52 % |

|  | 24,82 % |

|  | 0,65 % |

|  | 100 % |

## 5.º distrito
El titular Marcellus H. Evans ganó la reelección frente al resto de candidatos.
|  | 58,33 % |

|  | 30,08 % |

|  | 10,73 % |

|  | 0,85 % |

|  | 100 % |

## 6.º distrito
El titular Andrew Lawrence Somers ganó la reelección frente al resto de candidatos.
|  | 52,03 % |

|  | 46,34 % |

|  | 1,64 % |

|  | 100 % |

## 7.º distrito
El titular John J. Delaney ganó la reelección frente al resto de candidatos.
|  | 59,59 % |

|  | 19,84 % |

|  | 19,45 % |

|  | 1,12 % |

|  | 100 % |

## 8.º distrito
El titular Donald L. O'Toole ganó la reelección frente al resto de candidatos.
|  | 54,06 % |

|  | 44,73 % |

|  | 1,21 % |

|  | 100 % |

## 9.º distrito
El titular Eugene James Keogh ganó la reelección frente al resto de candidatos.
|  | 54,13 % |

|  | 33,96 % |

|  | 10,98 % |

|  | 0,94 % |

|  | 100 % |

## 10.º distrito
El titular Emanuel Celler ganó la reelección frente al resto de candidatos.
|  | 73,53 % |

|  | 24,89 % |

|  | 1,58 % |

|  | 100 % |

## 11.º distrito
El titular James A. O'Leary ganó la reelección frente al resto de candidatos.
|  | 58,91 % |

|  | 33,85 % |

|  | 6,60 % |

|  | 0,64 % |

|  | 100 % |

## 12.º distrito
El titular Samuel Dickstein ganó la reelección frente al resto de candidatos.
|  | 88,98 % |

|  | 9,60 % |

|  | 1,43 % |

|  | 100 % |

## 13.º distrito
El titular Christopher D. Sullivan ganó la reelección frente al resto de candidatos.
|  | 63,78 % |

|  | 18,25 % |

|  | 16,96 % |

|  | 1,01 % |

|  | 100 % |

## 14.º distrito
El titular William I. Sirovich ganó la reelección frente al resto de candidatos.
|  | 68,39 % |

|  | 29,96 % |

|  | 1,65 % |

|  | 100 % |

## 15.º distrito
Michael J. Kennedy ganó la elección frente al resto de candidatos, manteniendo el distrito para el partido demócrata después de que el titular John J. Boylan falleciera.
|  | 67,28 % |

|  | 22,62 % |

|  | 9,39 % |

|  | 0,70 % |

|  | 100 % |

## 16.º distrito

### Primarias Demócratas
John J. O'Connor era el líder de los demócratas conservadores y presidió el poderoso Comité de Reglas de la Cámara. El presidente Franklin Roosevelt lo convirtió en un objetivo importante de su purga de demócratas que se oponían al New Deal.

#### Candidatos
- James H. Fay.
- John J. O'Connor, representante titular del distrito.

#### Resultados
Los resultados fueron los siguientes:
|  | 51,71 % |

|  | 48,29 % |

|  | 100 % |

### Primarias Republicanas

#### Candidatos
- John J. O'Connor, representante titular del distrito, electo como demócrata.
- Allen W. Dulles

#### Resultados
Los resultados fueron los siguientes:
|  | 60 % |

|  | 40 % |

|  | 100 % |

### Resultados generales
James H. Fay ganó la elección frente a otros dos candidatos, uno de ellos el titular John J. O'Connor candidato del partido republicano.
|  | 52,09 % |

|  | 46,85 % |

|  | 1,06 % |

|  | 100 % |

## 17.º distrito
El titular Bruce Fairchild Barton ganó la reelección frente al resto de candidatos.
|  | 55,04 % |

|  | 36,19 % |

|  | 8,33 % |

|  | 0,44 % |

|  | 100 % |

## 18.º distrito
El titular Martin J. Kennedy ganó la reelección frente al resto de candidatos.
|  | 60,76 % |

|  | 30,48 % |

|  | 8,10 % |

|  | 0,67 % |

|  | 100 % |

## 19.º distrito
El titular Sol Bloom ganó la reelección frente al resto de candidatos.
|  | 53,31 % |

|  | 28,11 % |

|  | 18,58 % |

|  | 100 % |

## 20.º distrito
El titular James J. Lanzetta del partido demócrata perdió la reelección frente a Vito Marcantonio del partido laborista.
|  | 31,69 % |

|  | 28,04 % |

|  | 59,74 % |

|  | 38,99 % |

|  | 1,27 % |

|  | 100 % |

## 21.º distrito
El titular Joseph A. Gavagan ganó la reelección frente al resto de candidatos.
|  | 69,47 % |

|  | 29,58 % |

|  | 0,95 % |

|  | 100 % |

## 22.º distrito
El titular Edward W. Curley ganó la reelección frente al resto de candidatos.
|  | 64,47 % |

|  | 23,03 % |

|  | 11,61 % |

|  | 0,89 % |

|  | 100 % |

## 23.º distrito
El titular Charles A. Buckley ganó la reelección frente al resto de candidatos.
|  | 50,84 % |

|  | 28,39 % |

|  | 20,78 % |

|  | 100 % |

## 24.º distrito
El titular James M. Fitzpatrick ganó la reelección frente al resto de candidatos.
|  | 48,71 % |

|  | 33,19 % |

|  | 17,08 % |

|  | 1,03 % |

|  | 100 % |

## 25.º distrito
El titular Ralph A. Gamble ganó la reelección frente al resto de candidatos.
|  | 64,88 % |

|  | 31,96 % |

|  | 2,77 % |

|  | 0,40 % |

|  | 100 % |

## 26.º distrito
El titular Hamilton Fish III ganó la reelección frente al resto de candidatos.
|  | 64,27 % |

|  | 34,99 % |

|  | 0,47 % |

|  | 0,27 % |

|  | 100 % |

## 27.º distrito
El titular Lewis K. Rockefeller ganó la reelección frente al resto de candidatos.
|  | 60,99 % |

|  | 39,01 % |

|  | 100 % |

## 28.º distrito
El titular William T. Byrne ganó la reelección frente al resto de candidatos.
|  | 60,45 % |

|  | 37,50 % |

|  | 1,91 % |

|  | 0,14 % |

|  | 100 % |

## 29.º distrito
El titular E. Harold Cluett ganó la reelección frente al resto de candidatos.
|  | 65,02 % |

|  | 34,73 % |

|  | 0,24 % |

|  | 100 % |

## 30.º distrito
El titular Frank Crowther ganó la reelección frente al resto de candidatos.
|  | 60,14 % |

|  | 39,48 % |

|  | 0,38 % |

|  | 100 % |

## 31.º distrito
Wallace E. Pierce ganó la elección frente al resto de candidatos, manteniendo el distrito para el partido republicano después de que el titular Bertrand Snell se retirara.
|  | 64,05 % |

|  | 25,74 % |

|  | 9,94 % |

|  | 0,28 % |

|  | 100 % |

## 32.º distrito
El titular Francis D. Culkin ganó la reelección frente al resto de candidatos.
|  | 75,46 % |

|  | 24,31 % |

|  | 0,24 % |

|  | 100 % |

## 33.º distrito
El titular Fred J. Douglas ganó la reelección frente al resto de candidatos.
|  | 61,24 % |

|  | 35,67 % |

|  | 2,76 % |

|  | 0,33 % |

|  | 100 % |

## 34.º distrito
El titular Bert Lord ganó la reelección frente al resto de candidatos.
|  | 65,31 % |

|  | 34,39 % |

|  | 0,30 % |

|  | 100 % |

## 35.º distrito
El titular Clarence E. Hancock ganó la reelección frente al resto de candidatos.
|  | 64,08 % |

|  | 35,63 % |

|  | 0,29 % |

|  | 100 % |

## 36.º distrito
El titular John Taber ganó la reelección frente al resto de candidatos.
|  | 54,66 % |

|  | 23,33 % |

|  | 21,50 % |

|  | 0,51 % |

|  | 100 % |

## 37.º distrito
El titular W. Sterling Cole ganó la reelección frente al resto de candidatos.
|  | 60,54 % |

|  | 39,08 % |

|  | 0,37 % |

|  | 100 % |

## 38.º distrito
El titular George Bradshaw Kelly del partido demócrata perdió la reelección frente a Joseph J. O'Brien del partido republicano.
|  | 55,81 % |

|  | 43,65 % |

|  | 0,54 % |

|  | 100 % |

## 39.º distrito
El titular James W. Wadsworth Jr. ganó la reelección frente al resto de candidatos.
|  | 65,77 % |

|  | 28,41 % |

|  | 5,48 % |

|  | 0,34 % |

|  | 100 % |

## 40.º distrito
El titular Walter G. Andrews ganó la reelección frente al resto de candidatos.
|  | 62,58 % |

|  | 34,39 % |

|  | 2,65 % |

|  | 0,37 % |

|  | 100 % |

## 41.º distrito
El titular Alfred F. Beiter del partido demócrata perdió la reelección frente a J. Francis Harter del partido republicano.
|  | 50,47 % |

|  | 49,10 % |

|  | 0,42 % |

|  | 100 % |

## 42.º distrito
El titular James M. Mead del partido demócrata se retiró para postularse para senador de Estados Unidos, en su lugar el candidato demócrata Pius Schwert ganó la elección frente al resto de candidatos.
|  | 45,77 % |

|  | 42,32 % |

|  | 11,11 % |

|  | 0,48 % |

|  | 0,32 % |

|  | 100 % |

## 43.º distrito
El titular Daniel A. Reed ganó la reelección frente al resto de candidatos.
|  | 65,31 % |

|  | 34,69 % |

|  | 100 % |

## Distrito congresional at-large de Nueva York
Los titulares Caroline O'Day y Matthew J. Merritt ganaron la reelección frente al resto de candidatos.
|  | 22,84 % |

|  | 3,83 % |

|  | 26,67 % |

|  | 22,83 % |

|  | 3,71 % |

|  | 26,54 % |

|  | 22,46 % |

|  | 0,12 % |

|  | 22,58 % |

|  | 22,23 % |

|  | 0,11 % |

|  | 22,35 % |

|  | 1,19 % |

|  | 0,28 % |

|  | 0,28 % |

|  | 0,06 % |

|  | 0,05 % |

|  | 92,17 % |

|  | 7,83 % |

## Resultados de las elecciones especiales
Durante el periodo por el que fueron elegidos los representantes para servir, en 4 distritos el titular falleció y por ello se tuvieron que convocar elecciones anticipadas para finalizar sus mandatos, también conocidas como elecciones especiales.
Después de las cuatro elecciones especiales, el total de representantes de cada partido se mantiene igual.
| Partido     | Representantes | ±  |
| ----------- | -------------- | -- |
| Demócrata   | 25/45          | ±0 |
| Republicano | 19/45          | ±0 |
| Laborista   | 1/45           | ±0 |

### Resumen por distrito
| Distrito | Titular               | Partido     | Electo                   | Partido     |
| -------- | --------------------- | ----------- | ------------------------ | ----------- |
| 14.º     | William I. Sirovich † | Demócrata   | Morris Michael Edelstein | Demócrata   |
| 22.º     | Edward W. Curley †    | Demócrata   | Walter A. Lynch          | Demócrata   |
| 31.º     | Wallace E. Pierce †   | Republicano | Clarence E. Kilburn      | Republicano |
| 34.º     | Bert Lord †           | Republicano | Edwin Arthur Hall        | Republicano |

### 14.º distrito
En las elecciones celebradas el 6 de febrero de 1940, Morris Michael Edelstein ganó la elección frente al resto de candidatos, manteniendo el distrito para el partido demócrata después de que el titular William I. Sirovich falleciera.
|  | 57,08 % |

|  | 29,35 % |

|  | 13,56 % |

|  | 100 % |

### 22.º distrito
En las elecciones celebradas el 20 de febrero de 1940, Walter A. Lynch ganó la elección frente al resto de candidatos, manteniendo el distrito para el partido demócrata después de que el titular Edward W. Curley falleciera.
|  | 89,06 % |

|  | 10,94 % |

|  | 100 % |

### 31.º distrito
En las elecciones celebradas el 13 de febrero de 1940, Clarence E. Kilburn ganó la elección frente al resto de candidatos, manteniendo el distrito para el partido republicano después de que el titular Wallace E. Pierce falleciera.
|  | 70,26 % |

|  | 29,74 % |

|  | 100 % |

### 34.º distrito
En las elecciones celebradas el 7 de noviembre de 1939, Edwin Arthur Hall ganó la elección frente al resto de candidatos, manteniendo el distrito para el partido republicano después de que el titular Bert Lord falleciera.
|  | 66,68 % |

|  | 33,32 % |

|  | 100 % |